# Distrikt Huacaschuque
Der Distrikt Huacaschuque liegt in der Provinz Pallasca in der Region Ancash in West-Peru. Der Distrikt wurde am 13. Januar 1955 gegründet. Er besitzt eine Fläche von 13,6 km². Beim Zensus 2017 wurden 553 Einwohner gezählt. Im Jahr 1993 lag die Einwohnerzahl bei 879, im Jahr 2007 bei 671. Die Distriktverwaltung befindet sich in der etwa 3100 m hoch gelegenen Ortschaft Huacaschuque mit 221 Einwohnern (Stand 2017). Huacaschuque liegt 10 km nördlich der Provinzhauptstadt Cabana.

## Geographische Lage
Der Distrikt Huacaschuque liegt zentral in der Provinz Pallasca. Das Areal wird über den Río Huandoval (auch Río Sacaycacha), einen linken Nebenfluss des Río Tablachaca, nach Westen entwässert.
Der Distrikt Huacaschuque grenzt im Westen und im Norden an den Distrikt Pallasca sowie im Osten und im Süden an den Distrikt Huandoval.